# Alexander Wieberneit
Alexander Wieberneit (* 19. August 1971 in Berlin) ist ein deutscher Politiker (FDP) und war vom 2. März 2020 bis zum 4. November 2021 Mitglied des Abgeordnetenhauses von Berlin.

## Leben
Alexander Wieberneit besuchte die Schule in Berlin und im Zuge eines Auslandsjahres 1988 auch in New York. Im Anschluss an seine Rückkehr nach Deutschland nahm er eine kaufmännische Ausbildung auf, die er 1992 abschloss. Beruflich wurde Wieberneit im Handel und im Hotelwesen tätig und engagiert sich ehrenamtlich für die Stiftung KinderHerz. 
Alexander Wieberneit ist verheiratet und lebt in Berlin-Pankow.

## Politik
Wieberneit trat 2014 in die FDP ein. Für den ausgeschiedenen Abgeordneten Florian Swyter rückte er 2020 als Vertreter der FDP Pankow ins Abgeordnetenhaus nach. Dort vertritt er seine Fraktion als Sprecher für Arbeitsmarktpolitik und Mitglied in den Ausschüssen für Sport sowie Bürgerschaftliches Engagement & Partizipation.